# Concerto pour clarinette (Shaw)
Pour les articles homonymes, voir Concerto pour clarinette (homonymie).
Le concerto pour clarinette est une composition pour clarinette et orchestre de jazz d'Artie Shaw. Le morceau se termine par un do suraigu  « légendaire ». Le morceau est un « pastiche bricolé à partir de quelques blues boogie-woogie, d'interludes à la clarinette au-dessus du tam-tam, d'une accumulation de riffs simples vers la fin, le tout enveloppé dans des cadences virtuoses d'ouverture et de fermeture pour la clarinette du leader ». Bien que la composition ne se démarque pas par sa complexité musicale, elle montre que son compositeur avait une grande connaissance de la clarinette comme le vibrato , le pitch bend (littéralement : courbure du diapason), le glissando…
Ce concerto a été joué de nombreuses fois par Artie Shaw pendant la période où il était actif, bien que, grâce à la grande réputation que la pièce a acquise, elle est encore jouée aujourd'hui par de nombreux clarinettistes.
Shaw et son orchestre ont interprété le morceau dans le film Swing Romance (1940) de Henry C. Potter avec Fred Astaire, une biographie cinématographique d'Artie Shaw.
Harry James en a enregistré une version en 1955 sur son album Jazz Session (Columbia CL 669).

## Structure de la pièce
Bien que le concerto pour clarinette d'Artie Shaw réponde à la définition de concerto, il ne suit pas sa structure habituelle. Le concerto pour clarinette d'Artie Shaw est un concerto pour instrument soliste et orchestre, qui contient des cadences mais un seul mouvement; il ne suit donc pas le modèle du concerto classique. Pour que la pièce puisse être d'un seul mouvement, ce qui a rendu le concerto plus court, tout en conservant l'essence d'un concerto en trois mouvements qui transmet des caractères différents, Artie Shaw a structuré le concerto en deux blocs principaux : cadences et boogie-woogie.
La pièce commence par une introduction. Celle-ci est mise en mouvement par l'orchestre, qui joue une courte phrase musicale. Ensuite, la clarinette, accompagnée par l'orchestre avec des accords doux, effectue une série d'arpèges et de petites phrases dans un tempo lent et tranquille, en appliquant des techniques de jazz telles que le pitch bend et le vibrato.
Après cette introduction, le concerto se poursuit avec un boogie-woogie, où apparaît la figure principale du concerto. Juste avant la première cadence, un solo de trompette apparaît.
Suivi de ce solo de boogie-woogie et de trompette vient la première cadence. Cette cadence est structurée comme suit. L'orchestre joue un accord et la clarinette, toute seule, fait un petit phrasé en réponse. Ce motif est répété 4 fois.
Après la première cadence vient un autre boogie-woogie, cette fois avec un tempo légèrement plus lent. La première moitié du boogie-woogie est un accompagnement de batterie et de clarinette solo faisant des variations du thème principal et introduisant de nouveaux thèmes sur cet accompagnement.
Après ce genre de dialogue entre batterie et clarinette, vient une petite conversation entre trombones et saxophones ténors.
À la suite de cet échange entre ces deux instruments, la clarinette réapparaît faisant cinq fois le même motif musical et un glissando d'une octave entière qui conduit le concerto vers la cadence finale.
Artie Shaw décide de placer une cadence pour terminer le concerto, ce qui est logique, car les cadences sont conçues pour conclure un morceau de musique. Celle-ci, commence comme la première cadence, avec des accords et la clarinette faisant une phrase en réponse à celles-ci; mais se termine par une variante d'une gamme chromatique jouée par octaves. Cette variante débute par un sol5 du registre aigu de la clarinette et se termine par un do6 du registre suraigu de la clarinette. Un final considéré comme épique ou légendaire par de nombreux interprètes de ce concerto.

## Instrumentation
L'ensemble pour lequel la pièce a été composée était le premier orchestre d'Artie Shaw, appelé Artie Shaw et son orchestre. Ce groupe de jazz était composé de 3 trompettes, 3 trombones, 1 clarinette (Artie Shaw lui-même), 2 saxophones alto, 2 saxophones ténor, 6 violons, 2 altos, 1 violoncelle et 1 piano ; un total de 21 musiciens.
Mais ce concerto a été joué tellement de fois que de nombreux arrangements ont été faits avec des instrumentations assez différentes. Certains ont été faits pour orchestre symphonique, d'autres pour piano et clarinette, d'autres pour orchestre populaire… Artie Shaw lui-même changeait les membres et les instruments de son groupe, il a donc dû lui-même réinstrumentaliser le concerto pour l'adapter à de nouveaux musiciens.
Il faut préciser que le groupe qui a donné ce concerto pour la première fois en 1936, est le premier orchestre de Shaw, celui qui a été un échec. Et bien que le concerto pour clarinette et orchestre d'Artie Shaw soit l'une de ses œuvres les plus célèbres, au moment de sa création, le public du jazz n'y prêtait guère attention. Ce n'est qu'en 1938, lorsqu'Artie Shaw changea de musiciens dans son groupe, qu'il devint célèbre, grâce à la version de la célèbre chanson Begin the Beguine de Cole Porter.
À partir de cette année-là, il acquiert une renommée et une popularité, une réputation qui lui permet de reprendre des chansons plus anciennes mais bien travaillées, comme ce concerto pour clarinette et orchestre.

### Liste des membres du premier orchestre d'Artie Shaw
- Trompettes : Billy Butterfield, Jack Cathcart, George Wendt
- Trombones : Jack Jenney, Vernon Brown, Ray Conniff
- Clarinette : Artie Shaw
- Saxophones alto : Bus Bassey, Neely Plumb
- Saxophones ténor : Les Robinson, Jerry Jerome
- Violons : E Lamas, T Boardman, T. Klages, Bob Morrow, B. Bower, Alfred Beller
- Altos : A. Harshman, K. Collins
- Violoncelle : F. Goerner
- Piano : Johnny Guarnieri

## Analyse musicale

### Analyse harmonique
Un concerto pour soliste et orchestre, tel qu'on le voit à travers le classicisme, le romantisme et une partie du vingtième siècle, inclut des progressions et des transitions harmoniques ; mais ce n'est pas le cas avec la pièce d'Artie Shaw.
Comme beaucoup d'autres compositions de jazz, la plupart des concertos d'Artie Shaw suivent l'une des progressions de blues standard de 12 mesures.
I7     I7     I7 I7
IV7 IV7 I7 I7
V7    V7  I7 I7

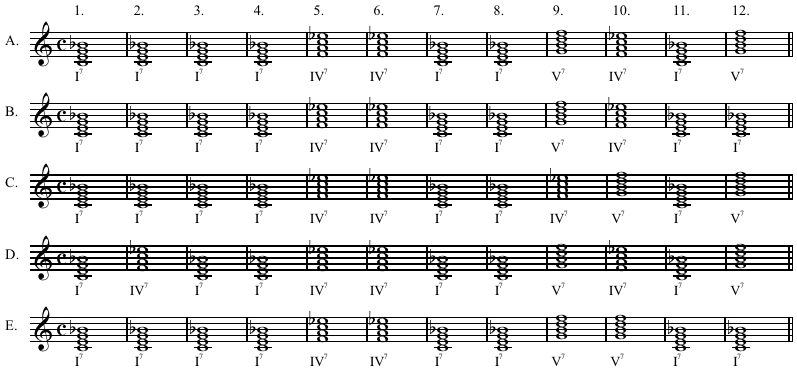
Variations standards des progressions de blues à douze mesures, en do. (Benward et Saker, 2003, p. 186).

Mais Artie Shaw introduit quelques variations harmoniques pour contraster et se démarquer de nombreuses autres pièces de style Jazz Blues. La pièce commence par quatre accords séparés par un troisième descendant mineur qui se résout au 5e degré de la tonalité dans laquelle se trouve la pièce en si bémol majeur. C'est alors que la clarinette entre en faisant la brève introduction du concerto.
La clarinette joue une mélodie avec différents arpèges tout en étant accompagnée d'accords réalisés par l'orchestre et de quelques chromatismes dans les moments où la clarinette ne joue pas. Après l'introduction vient le premier boogie-wooggie, où apparaissent le thème principal et ses variations. Cette partie du concerto suit la structure classique du blues mentionné plus haut. Juste avant la première cadence, un solo de trompette apparaît, accompagné d'accords et de contre-mélodies. Ces accords sont encore une fois l'une des progressions standards du blues à 12 mesures, cette fois, cependant, ce n'est pas la même que celle du boogie-woogie.
I7     I7     I7 I7
IV7 IV7 I7 I7
V7    IV7 I7 I7
Artie Shaw, cependant, varie un peu cette progression afin qu'elle puisse s'adapter à la mélodie et contre les mélodies du solo. Arrive la 1ère cadence. Si la tonalité du boogie-woogie était en si majeur, celle de cette cadence est si mineur. Les deux cadences du concerto sont dans une tonalité plus basse car elles offrent un sens dramatique et intrigant qui maintient l'auditeur attentif et attiré par le concerto. La cadence est structurée comme suit. L'orchestre joue un accord et la clarinette, toute seule, fait un petit phrasé en réponse. Ce motif est répété quatre fois.
Ces quatre accords sont : I, IV, V, I 
Après la cadence vient un autre boogie-woogie, cette fois, cependant, la clarinette n'est accompagnée que d'une batterie. Dans cet extrait de la pièce, Artie Shaw revient sur le thème principal et en fait plusieurs variantes. Ci-dessous se trouve un court dialogue entre saxophones et trombones, suivi d'un motif qui fait quatre fois la clarinette solo. Cette séquence est à nouveau accompagnée de la même progression qui accompagne le solo de trompette.
I7     I7      I7 I7
IV7 IV7 I7 I7
V7    IV7 I7 I7
Après ce motif répété quatre fois apparaît un glissando d'une octave entière qui conduit le morceau vers la cadence finale. Il est à noter que faire un glissando sur le registre de la clarinette aigüe est extrêmement difficile et nécessite une excellente maîtrise de l'embouchure et des doigtés. La cadence finale arrive. La première moitié suit la même structure que la première cadence. L'orchestre joue un accord et la clarinette, toute seule, fait un petit phrasé en réponse. Dans ce cas, cependant, le motif n'est répété que trois fois. Et les accords faits par l'orchestre sont : do mineur, la majeur, si et fa majeur avec septième. Après ce dialogue entre clarinette seule et orchestre, la clarinette fait une gamme chromatique pour les octaves. Celui-ci débute dans un sol5 du registre aigu de la clarinette et se termine dans un do6 du registre suraigu. Ainsi se termine le concerto pour clarinette et orchestre d'Artie Shaw.

### Analyse de l'utilisation des ressources de la clarinette
Pour écrire une composition pour instrument soliste et orchestre, il faut être un bon compositeur mais il faut aussi très bien connaître cet instrument. La clarinette est un instrument à vent à registre étendu, du mi2 au do6 (voire plus). Mais celui-ci ne se comporte pas ou ne répond pas de manière égale dans chacune des registres de notes. Lorsqu'un clarinettiste joue les notes les plus graves, la clarinette sonnera doucement et pas très puissante. En revanche, si ce même clarinettiste joue les notes les plus aiguës avec la même puissance aérienne qu'il l'a fait avec le grave (le chalumeau), la clarinette sonnera beaucoup plus forte et stridente.
Artie Shaw connaissait évidemment cette caractéristique de la clarinette et l'appliquait constamment dans ses compositions. Lorsque la clarinette solo sonne accompagnée par l'orchestre, afin qu'elle ne soit pas couverte par le grand nombre d'instruments qui l'accompagne, la mélodie se situe toujours dans le registre aigu de la clarinette. Par contre, lors des cadences, lorsque la clarinette sonne presque complètement seule, la mélodie couvre déjà tous les registres de clarinette, même les plus graves.
Un autre aspect qui montre que Shaw connaissait la clarinette à fond, ce sont les moments où il décide d'appliquer des techniques de jazz telles que le vibrato, le glissando... Artie Shaw n'applique ces techniques que lorsqu'il pense que la mélodie le demande ou lorsque la clarinette pourra pour les exploiter davantage. Un exemple de ceci serait l'utilisation de pitch bends. Le pitch bend est une technique qui peut être appliquée à tous les registres de la clarinette, mais elle ne fonctionne pas aussi bien dans tous. Dans le registre des graves de la clarinette, on peut arriver à baisser la hauteur jusqu'à une seconde mineure, tandis que dans le registre des aigus on peut arriver à l'abaisser jusqu'à une tierce mineure. Cette caractéristique de la clarinette était également connue de Shaw, et pour cette raison, la plupart des pitch bends qui apparaissent tout au long du concerto sont situés dans le registre aigu ou suraigu de la clarinette.

## Versions par différents artistes
Parce que ce concerto a de nombreuses cadences avec des indications relativement libres, chaque artiste qui interprète cette pièce la joue différemment. Chaque artiste personnalise sa prestation en y introduisant son goût et son caractère musical. Et c'est une des richesses de telles compositions, qu'il n'y a pas qu'une seule façon de les interpréter.
Pourtant, Artie Shaw nous a laissé des enregistrements de sa propre performance, nous montrant comment il avait pensé que cela sonnerait.
Un autre facteur qui intervient dans le résultat final du concerto dépend des instruments qui composent l'orchestre. Ce concerto a rencontré tellement d'arrangements différents que chaque performance du concerto est instrumentalement différente. Le timbre de chaque instrument influence grandement le résultat final du concerto. Il est très différent d'entendre le concerto joué par un orchestre populaire, qui a beaucoup de cuivres, donc un son plus agressif ; que de l'entendre interprétée par un orchestre symphonique, avec beaucoup plus de cordes, d'où un son plus doux et plus rond.

## Apparition dans le filmSwing Romance

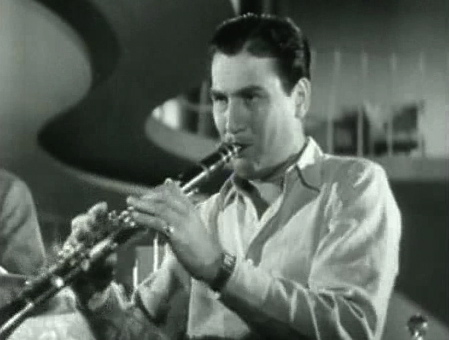
Artie Shaw a interprété son concerto pour clarinette dans le film Swing Romance.

En 1940, une comédie musicale mettant en vedette Paulette Goddard et Fred Astaire intitulée Swing Romance est sortie. Les comédiens dans les rôles secondaires étaient Artie Shaw avec Burgess Meredith et Charles Butterworth. Dans l'une des scènes, Artie Shaw et son orchestre ont interprété le concerto pour clarinette. Mais comme la version originale du concerto peut durer environ 8 minutes, et qu'une scène d'une telle longueur ennuierait le public, les producteurs de musique de Swing Romance ont demandé à Shaw s'il pouvait raccourcir la pièce. Artie Shaw a accepté et a réussi à la faire durer 3 minutes et demie tout en conservant les aspects les plus importants de son concerto : l'introduction, les différences claires entre les cadences et les boogies et la cadence finale.

### Analyse de la version qui apparaît dans le filmSwing Romance
L'introduction de cette version filmée a la même intention musicale que celle de la version originale bien qu'elle modifie légèrement l'harmonie.
La clarinette joue une mélodie avec différents arpèges tout en étant accompagnée d'accords réalisés par l'orchestre et de quelques chromatismes dans les moments où la clarinette ne joue pas.
Puis arrive le premier boogie-woogie. Celui-ci commence exactement comme celui de la version originale, mais au moment où la clarinette solo devrait entrer, la trompette joue déjà son solo. Il convient de noter que le solo de trompette est assez différent de ce qui a été écrit à l'origine par Artie Shaw.
Sans aucune cadence ou autre type de transition, après le premier boogie-woogie arrive le second. Il commence également tout comme l'original, un accompagnement de batterie et une clarinette solo faisant des variations du thème principal et introduisant de nouveaux thèmes sur cet accompagnement. Mais ce dialogue entre batterie et clarinette se raccourcit, et plus rapidement que dans la version originale, il est déjà dans le dialogue entre saxophones et trombones.
Dans cette version, cependant, la clarinette solo fait des motifs musicaux sur ces dialogues puis le glissando d'une octave qui mène la pièce à la cadence finale.
La cadence finale est également raccourcie. Au lieu de trois accords joués par l'orchestre et trois réponses de partie de clarinette pour chacun d'eux, il n'y en a que deux. De plus, la variante de la gamme chromatique n'apparaît pas non plus. Simplement, après la réponse de la clarinette au dernier accord joué par l'orchestre, la clarinette solo fait le glissando du sol5 au do6 du registre suraigu, glissando qui apparaît déjà dans la version originale.